# Холл, Сюзанна
Сюзанна Холл (урождённая Шекспир; крестилась 26 мая 1583 — 11 июля 1649) — старший ребёнок Уильяма Шекспира и Энн Хатауэй и старшая сестра близнецов Джудит и Хемнета. В 1607 году вышла замуж за местного врача Джона Холла. В 1608 году у них родилась дочь Элизабет, жена Томаса Нэша.

## Рождение и молодость
Сусанна крестилась в храме Святой Троицы в Стратфорде-на-Эйвоне в День Святой Троицы 26 мая 1583 г.
Жена Шекспира Энн уже была беременна Сюзанной, когда пара вступила в брак. Имя «Сусанна» происходит от истории Сусанны и старцев в Книге Даниила и предполагает «чистоту и безупречность» и вызывает ассоциации, которые нравятся пуританам. Впервые оно возникло в приходских книгах Стратфорда в 1574 г., так что это имя всё ещё было довольно ново, однако оно было у двух других детей, родившихся той весной. Таким образом, это могло быть укреплением добродетели для ребёнка, рожденного «в опасной близости от неверной стороны брака» («perilously close to the wrong side of marriage»), как выразился историк Питер Акройд.
Она выросла в Стратфорде-на-Эйвоне вместе со своими младшими братом и сестрой, близнецами Хемнетом и Джудит. Стратфордских школьных записей того времени не существует, и, поскольку девочек не допускали в Стратфордскую школу короля Эдуарда VI, то любое образование, которое она только могла получить, было бы организовано её семьей посредством наставников. Её подпись существует на двух отдельных документах, что свидетельствует о том, что она умела ставить свою подпись.

## Брак с Джоном Холлом

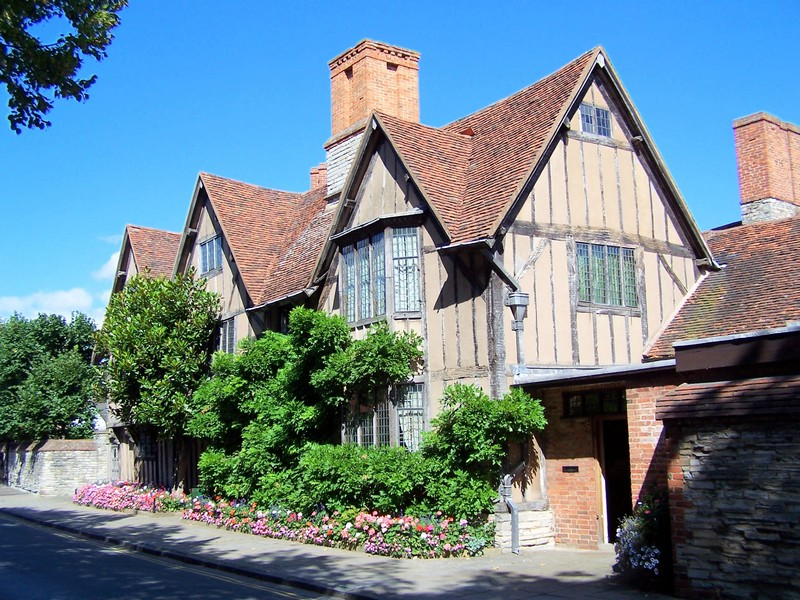
Джон и Сюзанна Холл жили в Холлс-Крофт в Стратфорде до 1616 г.

Сюзанна вышла замуж за Джона Холла, уважаемого врача, 5 июня 1607 года в Свято-Троицкой церкви. Ей было 24 года; ему было около 32 лет. Ряд свидетельств указывает на то, что Шекспир выделил значительное приданое Сюзанне, 105 акров своей земли в Старом Стратфорде, которые он купил в 1602 году. Избранные наблюдения (Select Observations) Джона Холла, тематические исследования его пациентов, были опубликованы в 1657 году, через 22 года после его смерти. Самый ранний случай, местный, датируется 1611 годом, поэтому почти наверняка он жил и работал в Стратфорде, по крайней мере, со времени своей женитьбы.
Их единственный ребёнок, Елизавета, крестилась 21 февраля 1608 года в Церкви Святой Троицы. У пары не было других детей, и Элизабет была единственным внуком, которого знал Шекспир, поскольку дети Джудит и Томаса Куини родились уже после его смерти.

## Дело о клевете
В июне 1613 г. 23-летний мужчина по имени Джон Лейн-младший (John Lane, Jr.) обвинил Сюзанну в прелюбодеянии с Рэйфом Смитом (Rafe Smith), 35-летним галантерейщиком, и заявил, что она заразилась от Смита венерической болезнью. Будучи известным пуританином в обществе, Холл поддерживал пуританского викария Томаса Уилсона, в беспорядках против которого Лейн потом будет принимать участие, и возможно, что обвинения Лейна имели определённые политические мотивы, когда он клеветал на Сюзанну.
15 июля Холлы подали иск о клевете против Лейна в суд Консистории в Вустере. Роберт Уоткотт, который 3 года спустя был свидетелем при завещании Шекспира, свидетельствовал в пользу Холла, однако Лейн не явился. Лейн был признан виновным в клевете и отлучён от церкви. В 1619 г. Лейн был вновь признан виновным в клевете, на этот раз за нападки на викария и местных олдерменов. Его также признали в суде заядлым пьяницей.

## Наследование
Когда Шекспир умер 23 апреля 1616 г., то оставил большую часть своего состояния с тщательно продуманным гонораром Сюзанне и её наследникам мужского пола, включая сюда и свой главный дом, Нью-Плейс, два дома на Хенли-стрит и различные земли в Стратфорде и в его окрестностях, а также все его «goodes Chattels, Leases, plate, jewles and Household stuffe whatsoever after my dettes and Legasies paied and my funerall expences discharged» ей и ее мужу.
В случае смерти Сюзанны поместье завещалось в порядке убывания выбора «первому сыну от её телес, законно родившемуся, и наследникам мужского пола от чресл указанного первого сына, законно родившегося» («to the first sonne of her bodie lawfullie yssueing & to the heires Males of the bodie of the saied first Sonne lawfullie yssueing»); а при отсутствии такого рода — её второму сыну и его наследникам мужского пола, а также третьему, четвертому, пятому, шестому и седьмому сыновьям и их наследникам мужского пола. В случае, если сыновей не родилось бы или они бы умерли, поместье переходило бы к её дочери Элизабет Холл и е наследникам мужского пола; Джудит и её наследникам мужского пола; или любым оставшимся в живых законным наследникам.
Он также назвал Холлов исполнителями завещания, и Джон Холл подтвердил завещание в Лондоне 22 июня 1616 г. в архиепископском суде прерогативы в Кентербери

## Смерть и погребение
Сюзанна умерла в возрасте 66 лет. Похоронена в церкви Святой Троицы в Стратфорде рядом с родителями. Надгробная эпитафия на её надгробии гласит:
Здесь покоится тело Сюзанны, жены Джона Холла, джентльмена, дочь Уильяма Шекспира, джентльмена. Она умерла 11 дня июля, 1649 г., в возрасте 66 лет. (Here lyeth the body of Susanna, wife of John Hall, gent., the daughter of William Shakespeare, gent. She deceased the 11 day of July, Anno 1649, aged 66)
Witty above her sex, but that’s not all,
Wise to Salvation was good Mistress Hall,
Something of Shakespeare was in that, but this
Wholly of him with whom she’s now in blisse.
Then, passenger, hast nere a tear
To weep with her that wept with all
That wept, yet set herself to chere
Them up with comforts cordiall?
Her love shall live, her mercy spread
When thou hast nere a tear to shed.

## Сюзанна в культуре
- Пьеса Питера Уилана 1996 г. «Травяная кровать» представляет собой беллетризацию событий, связанных с иском Холла о клевете.
- В ситкоме 2016 года Уильям наш, Шекспир Сюзанну играет Хелен Монкс.
- В драме 2017 года «Уилл» Сюзанну играет Фиби Остин.
- В фильме 2019 года «Чистая правда» Сюзанну играет Лидия Уилсон.

## Использованная литература
1. 1 2  Kindred Britain
2. 1 2 3 4 5  Schoenbaum, S. (1987) William Shakespeare: A Compact Documentary Life. Oxford: Clarendon Press.
3. 1 2 3  Ackroyd, Peter. (2005) Shakespeare: The Biography. New York: Anchor.
4. 1 2  Honan, Park. (1998) Shakespeare: A Life. Oxford UP: Oxford, pp. 291—292.
5. ↑  Kate Emery Pogue. (2008) Shakespeare’s Family. Greenwood Publishing, pp. 72-73.
6. ↑  Honan 398.
7. ↑  Joynes, Victoria. Shakespeare's Family – The Halls (англ.). Shakespeare Birthplace Trust (26 июля 2016). Дата обращения: 29 августа 2017. Архивировано 8 ноября 2019 года.